# 魔界天使吉普莉露
《魔界天使吉普莉露》是Frontwing在2004年4月23日發售的冒險類型成人遊戲，魔界天使系列的第一作，後來陸續改編成OVA、漫畫、小說。

## 角色

### 主要角色
神野直人
本作的男主角。與莉卡交往後，開始協助莉卡補充天使的能量Amore。
真邊莉卡（聲優：青山ゆかり）
直人的青梅竹馬，能使用天使之力變身為「聖天使吉普莉露」。
拉布莉愛爾（聲優：野神奈々）
來自天界的天使。
音無芽衣美（聲優：まきいづみ）
直人與莉卡的青梅竹馬。喜歡直人而忌妒莉卡，也因此被阿斯摩利用，能使用惡魔之力變身為。

### 其他角色
阿斯摩（聲優：海原エレナ）
來自魔界的惡魔。
玲菜
在餐廳「下剋上」工作的女服務生，真實身份是魔界將軍レイラージュ。

## 發行

### 遊戲
續作《魔界天使吉普莉露 -episode2-》與《魔界天使吉普莉露 -episode3-》分別於2005年4月22日和2008年6月27日發售，第4作《魔界天使吉普莉露4》於2010年4月23日發售，第5作《戰國天使吉普莉露》於2011年7月29日發售。第6作《電腦天使吉普莉露》為網頁遊戲，由DMM GAMES代理於2020年4月23日開始營運，2021年6月28日結束營運，繁體中文版由Johren代理於2021年7月5日開始營運，2022年2月28日結束營運。

### 動畫
成人動畫OVA版由ANIMAC於2004年至2005年共發售4集，2008年10月25日發售合集。
| 集數 | 標題 | 發售日         |
| ---- | ---- | -------------- |
| 1    |      | 2004年11月26日 |
| 2    |      | 2005年1月28日  |
| 3    |      | 2005年3月25日  |
| 4    |      | 2005年6月24日  |

### 書籍
同名漫畫由秋田書店於2009年3月19日發售共一冊，台灣譯名為《魔界天使 ~萌戰紀~》由長鴻出版社代理於2011年11月22日發售。同名小說由HARVEST出版於2005年12月1日發售共一冊。

## 外部連結
- 官方網站 （页面存档备份，存于）（日語）